# Route nationale 118
Die N118 ist eine französische Nationalstraße, die 1824 zwischen Albi und Mont-Louis, festgelegt wurde. Sie geht auf die Route impériale 138 zurück. Ihre Länge betrug 199 Kilometer. 1973 übernahm die N112 den Abschnitt zwischen Albi und Castres und zwischen Mazamet und Mont-Louis wurde die N118 abgestuft. 1978 wurde zwischen Sèvres und der Abfahrt 14 der A10 im Großraum Paris eine neue N118 gebildet:
- N 187 Sèvres – Meudon-la-Forêt
- N 306 Meudon-la-Forêt – Saclay
- N 446 Saclay – A10

Bei dem von der N187 übernommenen Abschnitt handelt es sich größtenteils um den als Schnellstraße gebauten Seitenast N287. Dieser trug auch einige Zeit die Nummer F18.

## Streckenverlauf
| Position | höchste zulässige Gesamtgeschwindigkeit | Fahrbahnen | Typ                          | Abschnitt                       | Längengrad | Breitengrad |
| -------- | --------------------------------------- | ---------- | ---------------------------- | ------------------------------- | ---------- | ----------- |
| 1        | 90                                      | 2          | Beginn an Straße             | N10                             | 48.8276    | 2.2247      |
| 2        | 90                                      | 2          | Vollständige Anschlussstelle | D7-Suresnes-Issy-les-Moulineaux | 48.8276    | 2.2247      |
| 3        | 90                                      | 3 (2)      | Normaler Abschnitt           |                                 | 48.8255    | 2.2215      |
| 4        | 90                                      | 3 (2)      | Normaler Abschnitt           |                                 | 48.8239    | 2.2215      |
| 5        | 90                                      | 3 (2)      | Normaler Abschnitt           |                                 | 48.8209    | 2.2188      |
| 6        | 90                                      | 3 (2)      | Vollständige Anschlussstelle | Meudon                          | 48.8108    | 2.2127      |
| 7        | 90                                      | 3 (2)      | Teil-Anschlußstelle          |                                 | 48.7977    | 2.2167      |
| 8        | 90                                      | 3 (2)      | Vollständige Anschlussstelle | Vélizy-Villacoublay             | 48.7840    | 2.2231      |
| 9        | 90                                      | 2 (3)      | Vollständiges Kreuz          | A 86                            | 48.7770    | 2.2222      |
| 10       | 90                                      | 2 (3)      | Vollständige Anschlussstelle | Vélizy-Villacoublay             | 48.7770    | 2.2222      |
| 11       | 90                                      | 2          | Teil-Anschlußstelle          | N 306                           | 48.7694    | 2.2296      |
| 12       | 90                                      | 2          | Teilausgebautes Kreuz        | 6a/Bièvres-6b/Palaiseau D117_91 | 48.7486    | 2.2175      |
| 13       | 90                                      | 2          | Raststätten                  |                                 | 48.7468    | 2.1957      |
| 14       | 110                                     | 2          | Vollständige Anschlussstelle |                                 | 48.7436    | 2.1897      |
| 15       | 110                                     | 2          | Vollständige Anschlussstelle |                                 | 48.7293    | 2.1656      |
| 16       | 90                                      | 2          | Vollständige Anschlussstelle |                                 | 48.7157    | 2.1728      |
| 17       | 90                                      | 2          | Teil-Anschlußstelle          |                                 | 48.7062    | 2.1918      |
| 18       | 90                                      | 3 (2)      | Vollständige Anschlussstelle |                                 | 48.7018    | 2.1929      |
| 19       | 90                                      | 3 (2)      | Teil-Anschlußstelle          | N 188                           | 48.6936    | 2.1925      |
| 20       | 110                                     | 2 (3)      | Teil-Anschlußstelle          |                                 | 48.6861    | 2.1897      |
| 21       | 90                                      | 2 (3)      | Vollständige Anschlussstelle |                                 | 48.6759    | 2.1932      |
| 22       | 70                                      | 2 (3)      | Ende der Autobahn            |                                 | 48.6694    | 2.1936      |

## N118a
Die N118A ist ein Seitenast der gegenwärtigen N118, die parallel zu dieser im Bereich des Strassenkreuzes mit der A86 verläuft.

## N118b
Die N118B ist ein Seitenast der gegenwärtigen N118, die parallel zu dieser im Bereich des Strassenkreuzes mit der A86 verläuft.